# 301794 Antoninkapustin
301794 Antoninkapustin è un asteroide della fascia principale. Scoperto nel 2010, presenta un'orbita caratterizzata da un semiasse maggiore pari a 3,1710968 UA e da un'eccentricità di 0,1433377, inclinata di 25,03819° rispetto all'eclittica.